# Huang Liang
Huang Liang (chinesisch 黄亮, Pinyin Huáng Liàng; * 20. März 1954 in Henan; † 23. Dezember 1999 (?)) war ein chinesischer Tischtennisspieler. 1977 wurde er Weltmeister im Teamwettbewerb.

## Werdegang
Huang Liang war Abwehrspieler. Er benutzte den Schläger im Shakehand-Stil. Er bestückte seinen Schläger mit verschiedenartigen Belägen auf beiden Seiten. Dies verhalf ihm zu hohen Siegen beim jugoslawischen Open 1975 in Ljubljana über mehrere europäische Spitzenspieler, da seine Gegner diesem Spiel hilflos gegenüberstanden.

„[Huang Liang] made everybody look ridiculous. I mean really ridiculous—he annihilated Surbek and Johansson under 10 and had Bengtsson 15-1 one game“

Von 1977 bis 1981 nahm Huang Liang an drei Weltmeisterschaften teil. Dabei wurde er 1977 in Birmingham mit der chinesischen Mannschaft Weltmeister. Im Doppel mit Lu Yuansheng erreichte er das Endspiel, im Einzel kam er ins Halbfinale. 1979 gewann er Silber mit dem Team und 1981 Bronze im Mixed mit Pu Qijuan.
1980 trat er bei den Asienmeisterschaften an. Hier siegte er im Mannschaftswettbewerb, im Einzel wurde er Dritter.
In der ITTF-Weltrangliste belegte Huang Liang im Juli 1977 und im Juli 1978 Platz drei.

## Turnierergebnisse
| Verband | Veranstaltung           | Jahr | Ort        | Land | Einzel     | Doppel    | Mixed      | Team |
| ------- | ----------------------- | ---- | ---------- | ---- | ---------- | --------- | ---------- | ---- |
| CHN     | Asienmeisterschaft ATTU | 1980 | Calcutta   | IND  | Halbfinale |           |            | 1    |
| CHN     | Weltmeisterschaft       | 1981 | Novi Sad   | YUG  | letzte 16  | letzte 32 | Halbfinale |      |
| CHN     | Weltmeisterschaft       | 1979 | Pyongyang  | PRK  | letzte 16  | letzte 32 | letzte 16  | 2    |
| CHN     | Weltmeisterschaft       | 1977 | Birmingham | ENG  | Halbfinale | Silber    | letzte 16  | 1    |